# Oxyopes megalops
Oxyopes megalops är en spindelart som beskrevs av Lodovico di Caporiacco 1947. Oxyopes megalops ingår i släktet Oxyopes och familjen lospindlar. Inga underarter finns listade i Catalogue of Life.